# Josef Stollenwerk

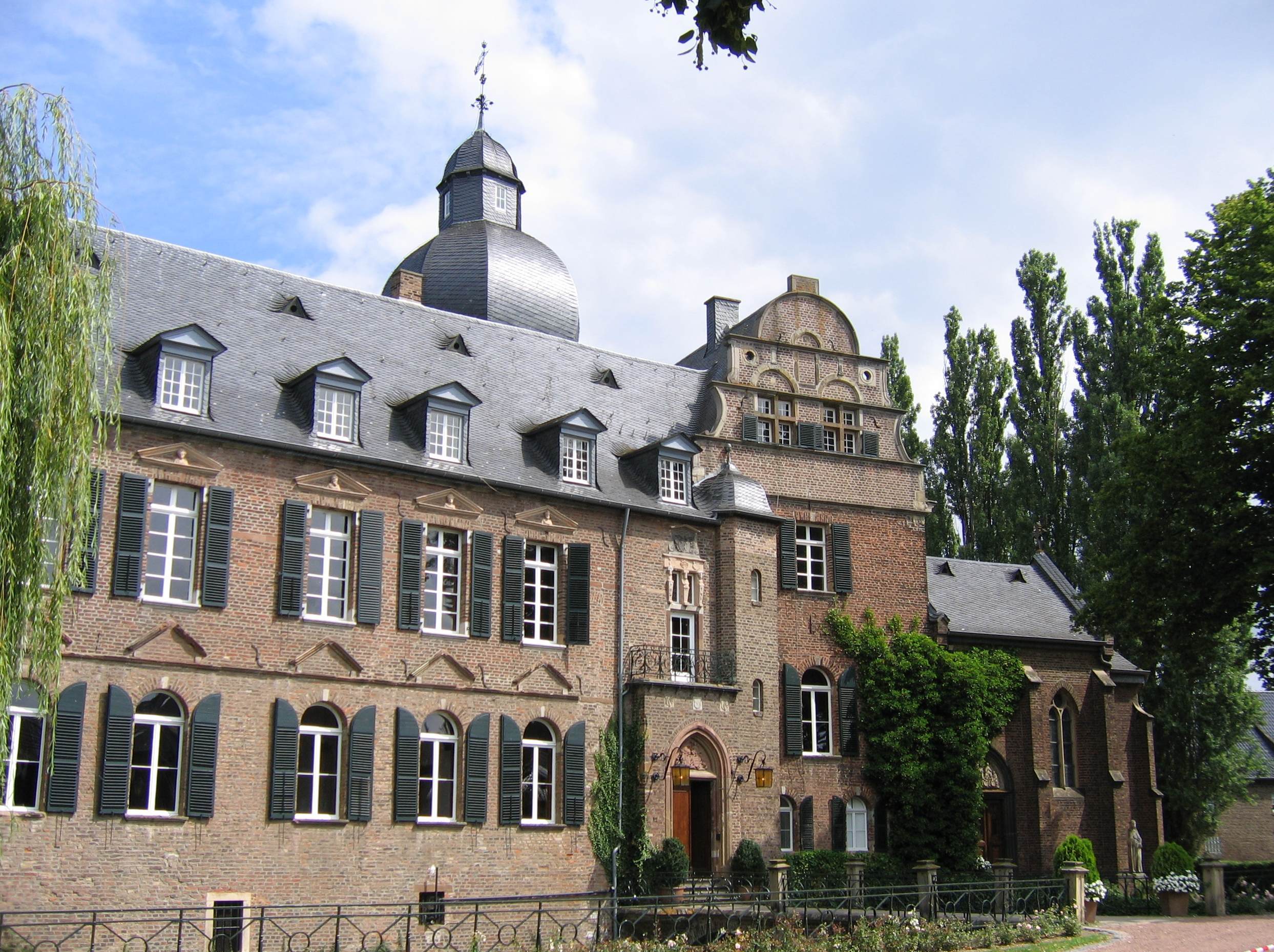
Burg Bergerhausen, im Juli 2005

Josef Stollenwerk (* 28. Juli 1930; † 8. Juni 2016) war ein rheinischer Unternehmer und Karnevalist.
Josef und sein Bruder Willy übernahmen 1950 die 1932 von ihren Eltern Hubert und Elisabeth Stollenwerk gegründete Konservenfabrik, die heutige Firma J. & W. Stollenwerk oHG, einen der größten Konservenhersteller in Europa. Das elterliche Gut Burgmühle liegt direkt neben der Wasserburg.
Gemeinsam mit seinem Bruder Willy (* 15. Januar 1935) kaufte Josef 1984 die Wasserburg Bergerhausen und renovierte sie völlig. Beide Familien wohnen auf der Burg. In den Nebengebäuden ist auch ein Treckermuseum beheimatet, in dem hauptsächlich Lanz Bulldog zu finden sind. Seinem letzten Wunsch entsprechend, wurde Josefs Sarg auf einem Anhänger eines 60 Jahre alten Lanz Bulldog einmal um die Burg gefahren, bevor er in der Familiengruft der Wasserburg beigesetzt wurde.
Stollenwerk war ehrenamtlich sehr engagiert. Unter anderem arbeitete er über Jahrzehnte im Vorstand des Bundesverbandes der obst-, gemüse- und kartoffelverarbeitenden Industrie und wurde 2010 zum Ehrenpräsidenten ernannt. Zudem war er Ehrenpräsident des Bundesverbandes Wirtschaft, Verkehr und Logistik (BWVL) und von 1993 bis 2002 dessen Präsident.
Dem rheinischen Karneval war Stollenwerk sehr verbunden. Er war 54 Jahre Mitglied des ältesten Kölner Traditionscorps im Karneval, der Kölschen Funke rut-wieß vun 1823 e. V. Die Funken verliehen ihm den Spitznamen Knollejupp. 1967 war Knollejupp die Jungfrau im Kölner Dreigestirn.
Stollenwerk war seit 1947 Mitglied der Freiwilligen Feuerwehr Kerpen, Löschgruppe Blatzheim, und zeitweise deren Leiter. Dieses Engagement war auch ursächlich für die Gründung einer Betriebsfeuerwehr mit einem großen Löschfahrzeug, was in solchen Betrieben sonst nicht üblich ist.
1987 wurde Josef Stollenwerk für sein gesellschaftliches Engagement das Bundesverdienstkreuz am Bande verliehen.
Stollenwerk war seit 1955 mit Gertrud Wilkens (1934–2023) verheiratet und hatte drei Kinder. Er wurde am 18. Juni 2016 nach einer Totengedenkmesse am Vorabend in der Pfarrkirche St. Kunibert in Kerpen-Blatzheim auf dem Gelände der Burg Bergerhausen beigesetzt.